# Cattedra (università)
La cattedra è un incarico ed ufficio di insegnamento ricoperto da un professore universitario con il titolo di professore ordinario in un'università. Tale posizione è dotata di risorse umane e finanziarie per svolgere determinati compiti nella ricerca e nell'insegnamento.
Lo scopo di aprire e assegnare una cattedra è quello di promuovere una disciplina ed attribuire ad essa e al suo titolare un significativo riconoscimento accademico.
Luogo di produzione e trasmissione di conoscenza, una cattedra è anche un mezzo per promuovere il legame tra insegnamento, ricerca e applicazione, facilitando il suo finanziamento da parte di aziende o clienti.

## Caratteristiche
L'importanza di una cattedra in termini di onore, influenza scientifica o culturale, nonché in termini di attrattiva per gli studenti, è in gran parte legata al carisma educativo del suo titolare e/o dei titolari che l'hanno preceduto; alcune correnti di pensiero sono state strettamente legate ad una cattedra particolare e al suo titolare: ad esempio, la sociologia e il pensiero di Durkheim furono inizialmente costruiti e diffusi partendo da un corso di economia sociale e da una cattedra di storia sociale create alla Sorbona nel 1893.
Il concetto di cattedra universitarie è vario. In alcuni settori (scienze, medicina, ingegneria, scienze informatiche, ecc.), la cattedra sembra basarsi sulle competenze che presuppongono ampie conoscenze tecnico-scientifiche, mentre per le cosiddette scienze teoriche o creative, l'impostazione universitaria e la personalità del professore svolgono un ruolo importante. Alcuni distinguono anche tra contenuto orientato alla professionalizzazione (scienze applicate) e contenuto non orientato (o meno orientato) alla professionalizzazione, cioè le scienze umane e sociali, la geopolitica, ecc).

## Cattedre nel mondo
Gli incarichi cattedratici variano in base al paese; in alcuni paesi, e in base alla disciplina, è necessaria una specifica qualifica per la nomina ad una cattedra; possono esservi anche requisiti di età.
Negli Stati Uniti esiste anche il cosiddetto tenure, o tenure track, una forma di post-dottorato offerta in vista di un incarico da professore associato.

### Belgio
In Belgio esistono cattedre speciali principalmente presso la Katholieke Universiteit Leuven e l'Université catholique de Louvain, ma esistono anche nelle altre università e in alcuni college.
In alcuni casi il titolo di cattedra viene utilizzato in modo improprio, per insegnamenti che dovrebbero essere meglio definiti come "conferenza annuale", "serie di lezioni", o "seminari". Ad esempio la “cattedra Spinoza ” è una cattedra dell'Università di Amsterdam, fondata nel 1995, che viene assegnata ogni anno ad un filosofo straniero, che tiene una serie di lezioni pubbliche appositamente per gli studenti di filosofia; la cattedra prende il nome dal filosofo Baruch Spinoza.
La “cattedra Opzij” è stata fondata all'Università di Maastricht nel 1997 dalla Fondazione Opzij, in parte con lo scopo di stimolare la nomina di più professori di sesso femminile.

### Francia
In Francia la riforma universitaria della fine del XIX secolo ha portato a un reclutamento più omogeneo di insegnanti, favorendo le categorie vicine all'istituzione scolastica (per formazione culturale o vicinanza geografica) e consentendo una diversificazione delle carriere grazie alla nascita di nuove specialità e ad un aumento del numero di possibili candidati per le cattedre parigine e per le capitali regionali.

### Germania
Nella Repubblica federale di Germania, i titolari di cattedra sono generalmente pagati con stipendio di classe W3.
Alla fine del 2017, secondo i risultati preliminari dell'Ufficio federale di statistica, 47.568 professori nelle università tedesche (di livello W1, W2 e W3) stavano insegnando e facendo ricerche.
Mentre il loro numero totale è rimasto pressoché invariato dalla metà degli anni '90 fino al 2008 (circa 38.000 cattedre), la percentuale di donne titolari di cattedra è aumentata costantemente dal 1995: la percentuale di professori donne è raddoppiata nel periodo 1995-2007 dall'8% a oltre il 16%. Il numero di docenti di sesso femminile ha raggiunto un nuovo massimo nel 2017 (circa 11.442), circa il 24% di tutte le cattedre.

### Austria
In Austria, in passato si utilizzava Lehrkanzel (“pulpito di insegnamento”) come termine per definire la cattedra, a differenza di Lehrstuhl utilizzato in Germania, che fa riferimento alla cattedra, come nella lingua italiana.
Con la riforma del 1993 è stata abolita la distinzione tra “professori ordinari” e “professori straordinari”, tuttavia i precedenti professori ordinari possono ancora utilizzare tale denominazione.

### Paesi Bassi
Nei Paesi Bassi ci sono cattedre ordinarie, straordinarie e speciali, detenute rispettivamente da un professore ordinario, professore straordinario e professore speciale. Le cattedre speciali sono spesso finanziate da fonti esterne.

## Cattedre notabili
Una tradizione accademica fa sì che alcune cattedre abbiano preso il nome dai loro predecessori più noti, o dai fondatori, specialmente nell'area anglosassone; queste cattedre spesso godono di una reputazione speciale. Alcuni esempi:
- La cattedra lucasiana di matematica all'Università di Cambridge prende il nome dal suo fondatore Henry Lucas. L'elenco dei suoi titolari è di prim'ordine e spazia da Isaac Newton a Stephen Hawking.
- La cattedra saviliana di geometria all'Università di Oxford prende il nome dal suo fondatore Henry Savile, come anche la cattedra saviliana di astronomia.
- La Freud Memorial Chair all'University College di Londra prende il nome da Sigmund Freud, il fondatore della psicoanalisi. Anch'essa è stata affidata a scienziati di alto livello come Joseph Sandler, Janine Chasseguet-Smirgel, Hanna Segal o Peter Fonagy.
- La cattedra Guardini, intitolata a Romano Guardini, alle università Ludwig Maximilian di Monaco e Humboldt di Berlino.

### Le cattedre UNESCO
Per ottenere il titolo di cattedra UNESCO, essa deve essere associata ai principali programmi UNESCO dedicati ad educazione, scienze naturali, scienze umane e sociali, cultura, comunicazione e informazione; nel 2015 erano state riconosciute 739 cattedre in tutto il mondo. Le cattedre dell'UNESCO sono spesso associate a una o più reti UNITWIN supportate dall'UNESCO.